# Infundibulostomum spinatum
Infundibulostomum spinatum är en plattmaskart. Infundibulostomum spinatum ingår i släktet Infundibulostomum och familjen Fellodistomatidae. Inga underarter finns listade i Catalogue of Life.